# Изва
Изва (бел. Ізва) — река в Белоруссии, протекает по территории Новогрудского района Гродненской области, левый приток Немана. Длина реки — 26 км, площадь водосборного бассейна — 141 км², средний наклон водной поверхности 2,7 ‰.
Исток реки находится около деревни Ладенки в 8 км к северо-западу от центра города Новогрудок на западных склонах Новогрудской возвышенности. Река течёт сначала на юго-запад, затем — на северо-запад.
В верхнем и среднем течении называется Изовка. Течёт преимущественно по лесу, в среднем течении — по глубоко врезанной долине. Притоки — Негримовка (левый); Нежатка (правый).
Река протекает деревни Новосёлки, Большая Русиловка, Петревичи, Малая Изва, Большая Изва.
Впадает в Неман у деревни Руда. Ширина реки в нижнем течении 5-10 метров, скорость течения — 0,5 м/с.